# 元游戏 (角色扮演游戏)
在角色扮演遊戲，超遊（metagaming）是指玩家角色使用玩家了解而角色不了解的信息做出“超出角色”的行為。在戰役（需要進行多次的遊戲）或是較為嚴肅的遊戲中，超遊的行為普遍不被推崇，因為超遊者所扮演的角色不能反應其角色在遊戲中的背景、經驗和行事作風。
在歷史上，角色扮演遊戲中的“元游戏”是指在傳統的軍事模擬遊戲中，玩家使用遊戲外的信息在遊戲中獲得不公平的優勢。

## 例子
“元游戏”的方式包括：
- 根据遊戲主持者长期意图的预知来调整角色的动作。
- 从“域外”获得知识。
- 使用以前游玩或已死亡的角色的知识。
- 根据玩家角色所不了解的对手的优势与弱点来使用某些类型的攻击或防守。
- 采用角色不了解的任何知识来行动（例如在黑暗时代或中世纪时期制造火药）。
- 根据与其他玩家角色在现实生活中的关系调整角色对其他玩家角色的行为。
- 通过对游戏机制的了解使角色做出与角色个性不符的行动。
- 假定在游戏世界中似乎错误或不太可能的事物是遊戲主持者的错误，而不是可以调查的事物。（这不适用于遊戲主持者对世界的描述而非世界本身出现的错误，这可能导致玩家意识到他们的角色不了解的事情。）
- 根据游戏机制所产生的不同结果来决定角色的行动方式。
- 任何基于目前在玩一个游戏这个概念的动作。
- 另一种形式的元游戏是在角色创作过程中发生的一种滥强（英语：Powergaming），当玩家碰到一项损害或责任，他们知道游戏主持者不可能充分执行它，从而获得了额外的创造选项，而不需要支付相应的代价。
- 在分屏游戏中，使用另一个玩家视角上的信息。
- 假定如果遊戲主持者对一个区域的初始描述中提到了一件事物（通常是一个储物点），那么它就一定与故事情节相关，并立即搜索或检查它 （同时忽略很有可能的其他家具或物品）。

在传统上，游戏角色扮演社区一般反感元游戏，因为它损害了懸置不信和影响了游戏平衡。但是，一些叙事主义独立角色扮演游戏有意在“导演立场”下支持元游戏，并鼓励玩家之间分享故事。
此外，带有更多电影风格的臨場動態角色扮演遊戲可能会在游戏之前或游戏过程中提示玩家元参考特定书籍或电影，从而促使玩家体验组织者想要创造的氛围。
更广义来说，元游戏可以指在虛構世界影响游戏的诸多方面，例如玩家与玩家之间对角色的讨论。

## 备注
1. ↑  Edwards, Ron. . GNS and Other Matters of Role-Playing Theory. The Forge. 2001  [2006-06-27]. （原始内容存档于2020-11-12）.